# Liste des lieux patrimoniaux de Central Kootenay
Cet article recense les lieux patrimoniaux du district régional de Central Kootenay inscrit au répertoire des lieux patrimoniaux du Canada, qu'ils soient de niveau provincial, fédéral ou municipal.

## Liste des lieux patrimoniaux
- Haut – A
- B
- C
- D
- E
- F
- G
- H
- I
- J
- K
- L
- M
- N
- O
- P
- Q
- R
- S
- T
- U
- V
- W
- X
- Y
- Z

| [ 1 ] | Lieu patrimonial                       | Illustration                           | Municipalité       | Adresse                           | Coordonnées       | No    | Constr. | Prot.                                 | Rec. | Notes |
| ----- | -------------------------------------- | -------------------------------------- | ------------------ | --------------------------------- | ----------------- | ----- | ------- | ------------------------------------- | ---- | ----- |
| F     | Pont suspendu Doukhobor                | Pont suspendu Doukhobor                | Castlegar          |                                   | 49.2909 -117.639  | 7818  | 1913    | LHN                                   | 1995 |       |
| P     | Pilot Bay Lighthouse                   | Téléverser                             | Central Kootenay A | Parc provincial de Pilot Bay (en) | 49.6378 -116.883  | 18041 | 1904    | Provincial Park (Establishment)       | 1964 |       |
| M     | 1896 Building                          | Téléverser                             | Kaslo              | 331 Front Street                  | 49.9115 -116.903  | 19034 | 1896    | Community Heritage Register           | 2011 |       |
| F     | Hôtel de ville de Kaslo                | Téléverser                             | Kaslo              | 413 Fourth Street                 | 49.9106 -116.905  | 12065 | 1898    | LHN                                   | 1984 | [ 3 ] |
| M     | Kaslo Bay                              | Téléverser                             | Kaslo              | 242 Kaslo Bay Road                | 49.9158 -116.9109 | 19030 |         | Community Heritage Register           | 2011 |       |
| M     | Kaslo Municipal Hall                   | Téléverser                             | Kaslo              | 312 4th Street                    | 49.9106 -116.905  | 19024 | 1898    | Heritage Designation                  | 1976 | [ 4 ] |
| P     | Langham Cultural Centre                | Téléverser                             | Kaslo              | 447 A Avenue                      | 49.9116 -116.9067 | 19033 | 1896    | Provincial Heritage Site (Designated) | 1977 |       |
| F     | S.S. Moyie                             | S.S. Moyie                             | Kaslo              |                                   | 49.9112 -116.901  | 12748 | 1898    | LHN                                   | 1958 | [ 5 ] |
| M     | S.S. Moyie                             | S.S. Moyie                             | Kaslo              | 324 Front Street                  | 49.9116 -116.9067 | 19033 | 1898    | Community Heritage Register           | 1977 | [ 6 ] |
| M     | Sacred Heart Catholic Church           | Sacred Heart Catholic Church           | Kaslo              | 313 Fifth Street                  | 49.9121 -116.9069 | 19028 | 1902    | Community Heritage Register           | 2011 |       |
| M     | St. Andrew's United Church             | Téléverser                             | Kaslo              | 500 Fourth Street                 | 49.9101 -116.9047 | 19029 | 1896    | Heritage Designation                  | 1990 |       |
| M     | St. Mark's Anglican Church             | Téléverser                             | Kaslo              | 601 Fifth Street                  | 49.9101 -116.9082 | 19027 | 1895    | Community Heritage Register           | 1977 |       |
| M     | Vimy Park                              | Téléverser                             | Kaslo              | 100 A Avenue                      | 49.9083 -116.8979 | 19026 | 1924    | Community Heritage Register           | 2011 |       |
| M     | 212 Broadway Street                    | Téléverser                             | Nakusp             | 212 Broadway Street               | 50.2385 -117.801  | 18710 | 1943    | Community Heritage Register           | 2010 |       |
| M     | 302 Broadway Street                    | Téléverser                             | Nakusp             | 302 Broadway Street               | 50.2386 -117.802  | 18706 | 1924    | Community Heritage Register           | 2010 |       |
| M     | 420 Broadway Street                    | Téléverser                             | Nakusp             | 420 Broadway Street               | 50.2388 -117.804  | 18706 | 1926    | Community Heritage Register           | 2010 |       |
| M     | 83 Broadway Street                     | Téléverser                             | Nakusp             | 83 Broadway Street                | 50.2387 -117.798  | 18721 | 1925    | Community Heritage Register           | 2010 |       |
| M     | Bon Marché Store                       | Téléverser                             | Nakusp             | 416 Broadway Street               | 50.2388 -117.804  | 18592 |         | Community Heritage Register           | 2010 |       |
| M     | Cowan House                            | Téléverser                             | Nakusp             | 608 Broadway Street               | 50.2391 -117.806  | 18720 | 1895    | Community Heritage Register           | 2010 |       |
| M     | Edwards Block                          | Téléverser                             | Nakusp             | 320 Broadway Street               | 50.2386 -117.803  | 18677 | 1923    | Community Heritage Register           | 2010 |       |
| M     | Leland Hotel                           | Téléverser                             | Nakusp             | 92 4th Avenue SW                  | 50.2383 -117.803  | 18677 | 1892    | Community Heritage Register           | 2010 |       |
| M     | Nakusp Courthouse                      | Téléverser                             | Nakusp             | 415 Broadway Street               | 50.2393 -117.804  | 18603 | 1910    | Community Heritage Register           | 2010 |       |
| M     | Nakusp Hot Springs                     | Téléverser                             | Nakusp             | 8500 Hot Springs Road             | 50.2972 -117.688  | 18718 | 1912    | Community Heritage Register           | 2010 |       |
| M     | Nakusp Legion Hall                     | Téléverser                             | Nakusp             | 94 4th Avenue                     | 50.2398 -117.803  | 18707 | 1932    | Community Heritage Register           | 2010 |       |
| M     | Nakusp Library and Museum              | Téléverser                             | Nakusp             | 92 6th Avenue                     | 50.2399 -117.806  | 18657 | 1912    | Community Heritage Register           | 2010 |       |
| M     | Nakusp Waterfront Walkway              | Nakusp Waterfront Walkway              | Nakusp             | Waterfront Walkway                | 50.2376 -117.802  | 18741 |         | Community Heritage Register           | 2010 |       |
| M     | Old Presbyterian Church                | Téléverser                             | Nakusp             | 93 5th Avenue NW                  | 50.2398 -117.803  | 18591 | 1898    | Community Heritage Register           | 2010 |       |
| M     | Our Lady of Lourdes Catholic Church    | Téléverser                             | Nakusp             | 96 5th Avenue NW                  | 50.24 -117.804    | 18736 | 1904    | Community Heritage Register           | 2010 |       |
| M     | Pine Lodge                             | Téléverser                             | Nakusp             | 119 Broadway Street               | 50.2389 -117.8    | 18708 | 1933    | Community Heritage Register           | 2010 |       |
| M     | Spicer's Farm                          | Téléverser                             | Nakusp             | 97 Nelson Ave SW                  | 50.2376 -117.793  | 18740 | 1897    | Community Heritage Register           | 2010 |       |
| F     | Gare ferroviaire du Canadien Pacifique | Téléverser                             | Nelson             | 90 Baker Street                   | 49.489 -117.28    | 4562  | 1900    | GFP                                   | 1992 |       |
| F     | Nikkei Internment Memorial Centre      | Nikkei Internment Memorial Centre      | New Denver         | 306 Josephine Street              | 49.9866 -117.375  | 15382 | 1942    | LHN                                   | 2007 |       |
| F     | Gare de la Burlington Northern Railway | Gare de la Burlington Northern Railway | Salmo              | Railway Avenue (Hwy. #6)          | 49.194 -117.28    | 9330  | 1913    | Heritage Railway Station              | 1992 |       |